# São José do Ouro

São José do Ouro es un municipio brasileño del estado de Rio Grande do Sul. 

## Ubicación
Se encuentra ubicado a una latitud de 27º46'10" Sur y una longitud de 51º35'40" Oeste, estando a una altitud de 769 metros sobre el nivel del mar. Su población estimada para el año 2004 era de 7.029 habitantes.
Ocupa una superficie de 317,43 km².
- Datos: Q1786428
- Multimedia: São José do Ouro / Q1786428